# Balberg
Il Balberg (nome ufficiale in norvegese: Balbergbakkene o Balbergbakken) era un trampolino situato a Lillehammer, in Norvegia.

## Storia
Sito in località Fåberg e inaugurato nel 1972, l'impianto ha ospitato una gara della Coppa del Mondo di salto con gli sci nel 1984 ed è stato smantellato nel 1992 quando venne costruito il nuovo Lysgårdsbakken per i XVII Giochi olimpici invernali.

## Caratteristiche
Il trampolino aveva il punto K a 120 m e il primato di distanza appartiene al norvegese Tom Levorstad (130,5 m nel 1981). Il complesso era attrezzato anche con salti minori K40, K25 e K15.